# Alladale Wilderness Reserve
Het Alladale Wilderness Reserve is een natuurgebied in het Caledonische woud in het noorden van Schotland.

## Achtergrond
7.000 jaar geleden waren er zeer veel bossen op Groot-Brittannië. Er zouden wolven, beren, lynxen, elanden en vele andere dieren geleefd hebben. Mensen hebben veel bossen gekapt om landbouwgrond te creëren. Hierdoor stierven vele grotere zoogdieren uit. De wolf was de laatste in de zeventiende eeuw in Schotland. De vroegere wildernis zou lijken op die van het huidige Alaska.
Het Alladale-domein werd in 2003 gekocht door de Engelse multimiljonair Paul Lister. Hij wilde een wildernisreservaat maken naar voorbeeld van parken in Zuid-Afrika. Er zouden dieren geherintroduceerd worden waardoor de natuur zich kon herstellen. In Zuid-Afrika is bewezen dat overbegrazing van landbouwgrond de grond terug in zijn oorspronkelijke staat bracht.
Een belangrijk aspect van het reservaat zijn de roofdieren. Herten komen al veelvuldig voor en door gebrek aan roofdieren groeit hun aantal snel. Door het uitzetten van roofdieren wordt hun aantal op peil gehouden. Er was een plan om in 2010 wolven uit te zetten, maar deze plannen zijn uitgesteld.

## Fauna
Wilde dieren die in het reservaat leven, zijn onder andere edelhert, otter, ree, vos, sneeuwhaas, das, boommarter en het meest bedreigde zoogdier van Groot-Brittannië, de woelrat. In de rivieren zwemt de forel en de Atlantische zalm. Aanwezige vogels zijn korhoen, Schots sneeuwhoen, alpensneeuwhoen, steenarend, Europese zeearend, visarend, buizerd, slechtvalk, smelleken, torenvalk en raaf.

### Herintroductie
Herbivoren

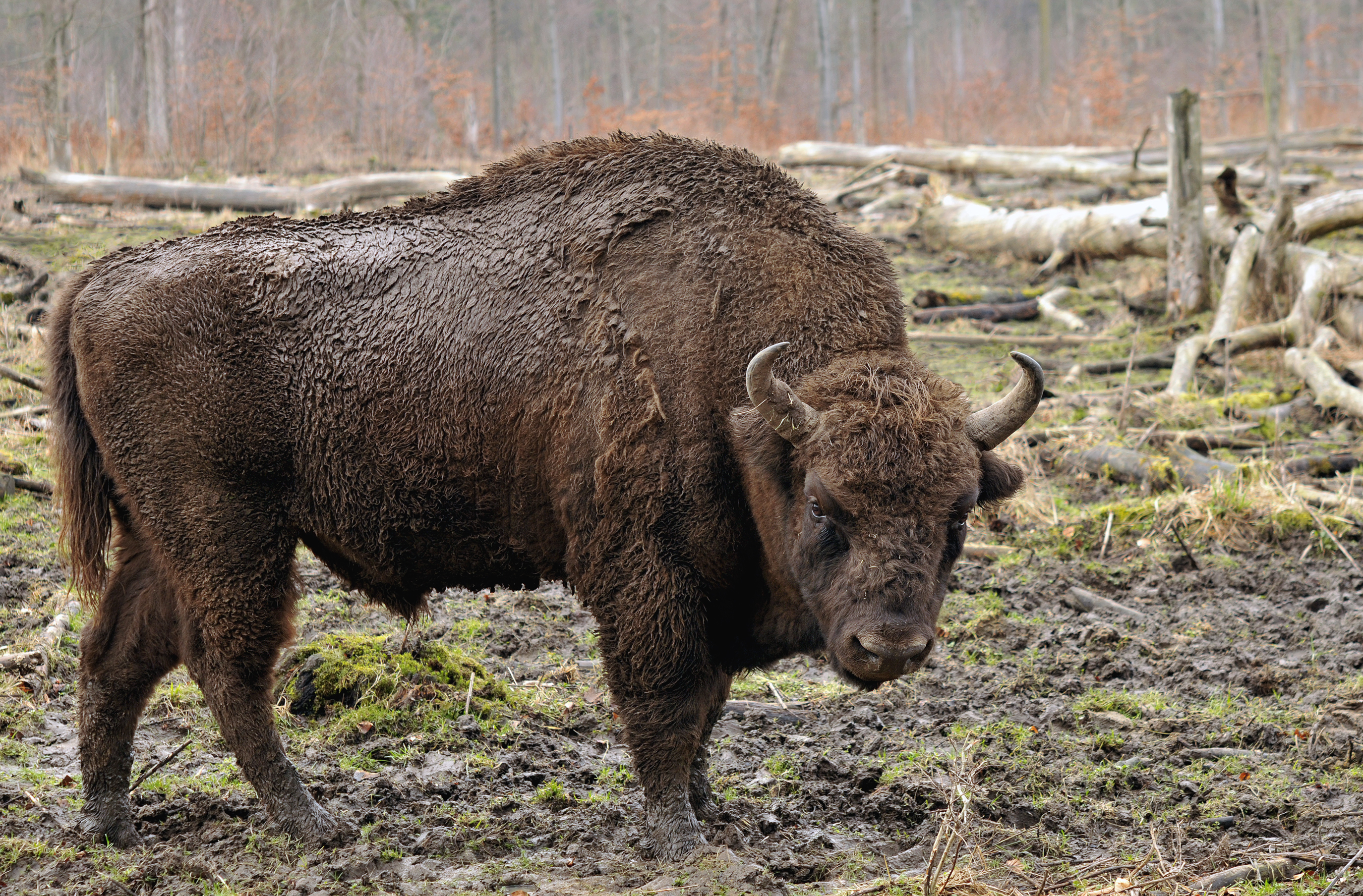
Wisent

- eland: een paar werd reeds geïntroduceerd en zij kregen al twee keer jongen.
- wisent: grootste landdier van Europa, een kleine kudde werd reeds uitgezet.
- wild zwijn: planten zich goed voort.
- Schotse hooglander: uitgezet ter vervanging van uitgestorven oeros.

Roofdieren
- wolf: het was de bedoeling om een roedel van vier wolven uit te zetten, maar dit is nog niet gebeurd.
- beer: omnivoor die harde winters kan doorstaan, dit zou in de toekomst uitgezet kunnen worden.
- lynx: nodig om het aantal reeën op peil te houden.
- wilde kat: de wilde kat is vanzelf in het park terechtgekomen.